# Filip, protupapa
Protupapa Filip,  katolički protupapa 768. godine. 